# Narfi
En la mitología nórdica, Narfi o Nörfi (Nǫrfi), también llamado Nörr (Nǫrr), es el padre de Nótt, la personificación de la noche.

## Nombre
La forma noruega antigua Nörr ha sido relacionada con el antiguo sajón narouua ("noche"), que aparece en el verso narouua naht an skion en el poema fragmentado del Génesis. En forma de adjetivo el noruego antiguo nǫrr significa "estrecho", y el nombre Nar(f)i puede haber compartido el mismo significado.
Así, el nombre del jotun, primeramente sugerido por Adolf Noreen, puede ser un sinónimo de noche, o quizás aún más probable, un adjetivo relacionado con la palabra anglosajona nearwe, "narrow", que significa "estrecho, apretado" y por lo tanto "opresivo".
Snorri Sturluson menciona a Narfi como una forma alternativa del jotun Nörfi, y las variantes Nör y Nörvi aparecen también en la poesía noruega.

## Menciones en textos
De acuerdo a la sección Gylfaginning de la Edda prosaica de Snorri Sturluson, Nótt es la hija del jotun Nörfi o Narfi. Sin embargo, en la Edda Poética el padre de Nótt es llamado Nörr (no confundir con Nór), por razones de aliteración. Este nombre solo es registrado en el dativo Nǫrvi (una variante de la pronunciación Naurvi).
El nombre del padre de Nótt está atestado en diferentes fuentes del idioma noruego antiguo:
- Naurr, Nörr (dativo de Naurvi, Nörvi): Vafþrúðnismál 25 "Nótt var Naurvi borin", Alvíssmál 29 "Nótt in Naurvi kennda".
- Narvi, Narfi: Gylfaginning 10, un poema de Egill Skallagrímsson "niðerfi Narfa".
- Norvi, Nörvi: Gylfaginning 10, Forspjallsljóð 7 "kund Nörva".
- Njörfi, Njörvi: Gylfaginning 10, Sonatorrek "Njörva nipt".
- Nori: Gylfaginning 10.
- Nari: Höfuðlausn 10.
- Neri: Helgakviða Hundingsbana I, 4.

## Teorías
Varios académicos argumentaron que Snorri basó su genalogía de Nótt en los modelos clásicos. Relacionan a Narfi con Érebo lo que haría de nipt Nera, usado en Helgakviða Hundingsbana I para una norna que viene en la noche, un apelativo derivado de las parcas que son las hijas de Érebo.

## Legado en la cultura popular
En A Great Man's Return, una canción del álbum Valdr Galga, de la banda de viking metal sueca Thyrfing se refieren a "El cielo lleno de estrellas de Norve" (Norve's starfilled sky).
En la primera parte de El Señor de los Anillos de J. R. R. Tolkien, La Comunidad del Anillo el enano creador de las Puertas de Durin (Moria) las firmó como "Narvi", en los borradores, Tolkien deletreó el nombre como Narfi, como en la Edda prosaica.